# Jean-Philippe Rémy
Jean-Philippe Rémy est un journaliste, grand reporter français né à Rouen en 1966, spécialiste de l'Afrique et des zones de conflits.

## Carrière
Il travaille comme correspondant pour Le Monde. Il est le chef du bureau Afrique du quotidien, basé à Johannesbourg, en Afrique du Sud.
Outre son travail en Afrique, Jean-Philippe Rémy couvre également d'autres zones de conflit, dont la bataille d'Alep en 2012 ou la guerre au Yémen,.
En 2013, durant un reportage près de Damas avec le photographe Laurent Van der Stockt, durant la Guerre Civile Syrienne, ils sont témoins d'une attaque chimique du régime syrien visant des combattants rebelles à Jobar. Les deux journalistes rapportent des échantillons qui, une fois testés en France après leur retour, démontrent l'emploi de sarin par le régime. Cette analyse chimique, croisée avec celle d'une grenade non explosée de Saraqeb, permet au gouvernement français de conclure que le régime syrien, sans doute possible, utilise des armes chimiques contre sa population, et que les services français ont des preuves de la chaîne complète de production et utilisation de cette arme,,,.
En 2016, Jean-Philippe Rémy est arrêté, ainsi que le photographe Philip Edward Moore alors qu'ils couvrent des tensions au Burundi. Ils sont relâchés le lendemain.

## Récompenses
- 2013 : Lauréat du Prix Bayeux des correspondants de guerre avec Laurent Van der Stockt pour Sur le front de Damas[10]
- 2018 : Prix Ouest-France Jean-Marin du Prix Bayeux pour son reportage Aden, le déclin d’une ville-monde au Yémen[1]